# 哈拉麵包

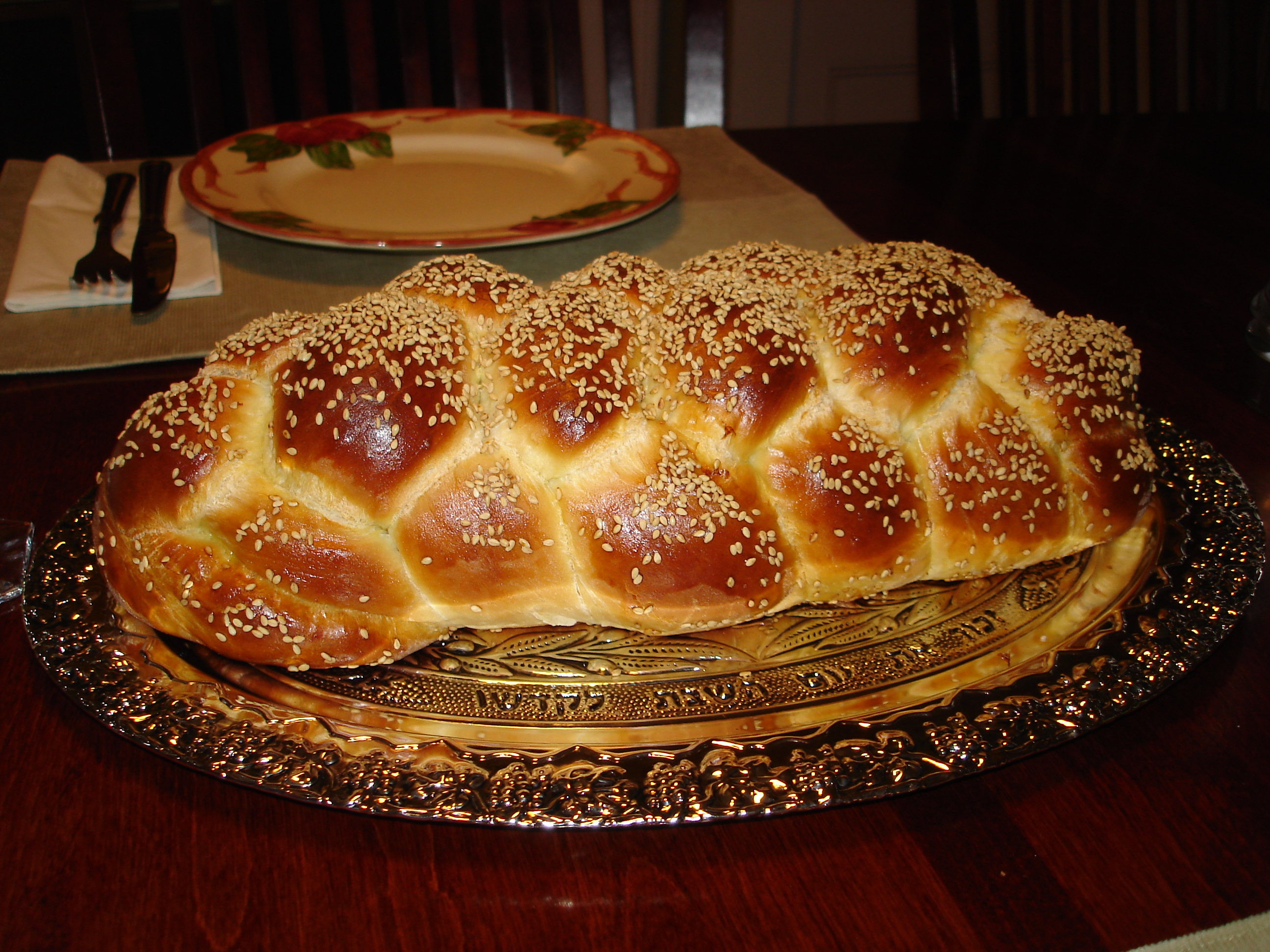

哈拉麵包（Hallah, challah）是一種猶太教徒在安息日和猶太教節日時食用的麵包。哈拉麵包通常都是第一次發酵後將麵團編成辮子的形狀。在過去哈拉麵包內一般不會加入黃油和牛奶，但現在已有改變。哈拉麵包在18世紀時開始流行為繩結狀麵包。